# 金角湾 (符拉迪沃斯托克)
金角湾（羅馬化：Bukhta Zolotoy Rog）位於符拉迪沃斯托克，是一个喇叭状的海湾，被西北的什科特半岛、东面的格尔多宾角和西面的季格罗夫角与彼得大帝湾分开。此海湾长7公里，宽约2公里，深20米到27米，有奧布亞斯涅尼亞河注入致此港灣不凍。港口符拉迪沃斯托克位于海湾尽头的山丘上。
到19世纪中叶，它被中国人称为海参崴。第一艘停泊在海湾的欧洲船只是1852年的一艘法国捕鲸船，在克里米亚战争期间，英国船“温彻斯特号”来到海湾搜寻瓦西里·扎沃伊科的中队。英国水兵把它称为五月港。1859年，尼古拉·尼古拉耶维奇·穆拉维约夫-阿穆爾斯基伯爵将它命名为金角湾，得名于君士坦丁堡同样形状的海港。